# Paul Scholes
Paul Aaron Scholes (Salford, Gran Manchester, 16 de novembre de 1974) és un futbolista anglès que ha destacat als anys 1990 i 2000 al Manchester United FC.
Jugava de centrecampista, però també ha actuat en posicions avançades. Ha destacat per una gran visió de joc i la seva habilitat en xuts des de llargues distàncies. Ha estat un jugador molt important pels red devils i la selecció anglesa. Scholes ha estat considerat també un dels millors futbolistes anglesos del seu temps. Va començar la seva carrera amb el Mancheser United el 1994 i va retirar-se per primer cop el 2011, tot i que va tornar breument entre 2012 i 2013 per ajudar l'equip. Amb 718 partits oficials, Scholes va ser un futbolista imprescindible per a Alex Ferguson, durant molts anys entrenador de l'equip.

## Clubs
Paul Scholes va jugar al Manchester United FC des de la temporada 1992-93 fins a la 2010-11, quan va decidir retirar-se. Tot i això, a inicis del 2012 va tornar a formar part de l'equip de Manchester, l'únic equip en el qual ha format part durant tota la seva carrera com a professional. Els seus números amb l'equip entrenat per Alex Ferguson són força bons per ser un jugador centrecampista, ja que ha marcat 102 gols en 466 partits oficials a la Premier League. Scholes també pot presumir d'haver compartit vestuari amb jugadors d'elit com David Beckham, Ryan Giggs, Eric Cantona, Cristiano Ronaldo o Peter Schmeichel. Les seves participacions amb l'equip han estat molt actives durant gairebé vint anys.

## Internacional
Scholes va ser internacional amb la selecció anglesa entre els anys 1997 i 2004 on va participar en dos Copes del món (1998 i 2002) i dos campionats d'Europa (2000 i 2004). El seu debut amb Anglaterra es va produir el 24 de maig del 1997 quan Glenn Hoddle entrenador d'Anglaterra d'aquells temps va decidir convocar-lo en un partit amistós davant la selecció de Sud-àfrica a Old Trafford. En aquell partit Scholes va ser substituït per Teddy Sheringham en el minut 64 fent així el seu debut oficial i tenint l'oportunitat de jugar els últims 26 minuts. Va debutar amb victòria, ja que els anglesos van superar a l'equip africà per 2 - 1. L'últim partit com a jugador "pro" fou el 24 de juny del 2004 en els quarts de final de l'Eurocopa de Portugal on va ser substituït per Phil Neville en el minut 57 de joc.

## Palmarès
- Lliga de Campions de la UEFA: 1998-99 i 2007-08
- FA Premier League: 1995-96, 1996-97, 1998-99, 1999-00, 2000-01, 2002-03, 2006-07, 2007-08 i 2008-09.
- Copa Intercontinental: 1999
- Community Shield: 1994, 1996, 1997, 2003, 2007, 2008, 2010
- FA Cup: 1996, 1999 i 2004
- Carling Cup: 2006, 2009
- Campionat del Món de Clubs: 2008